# Polyoxometaláty

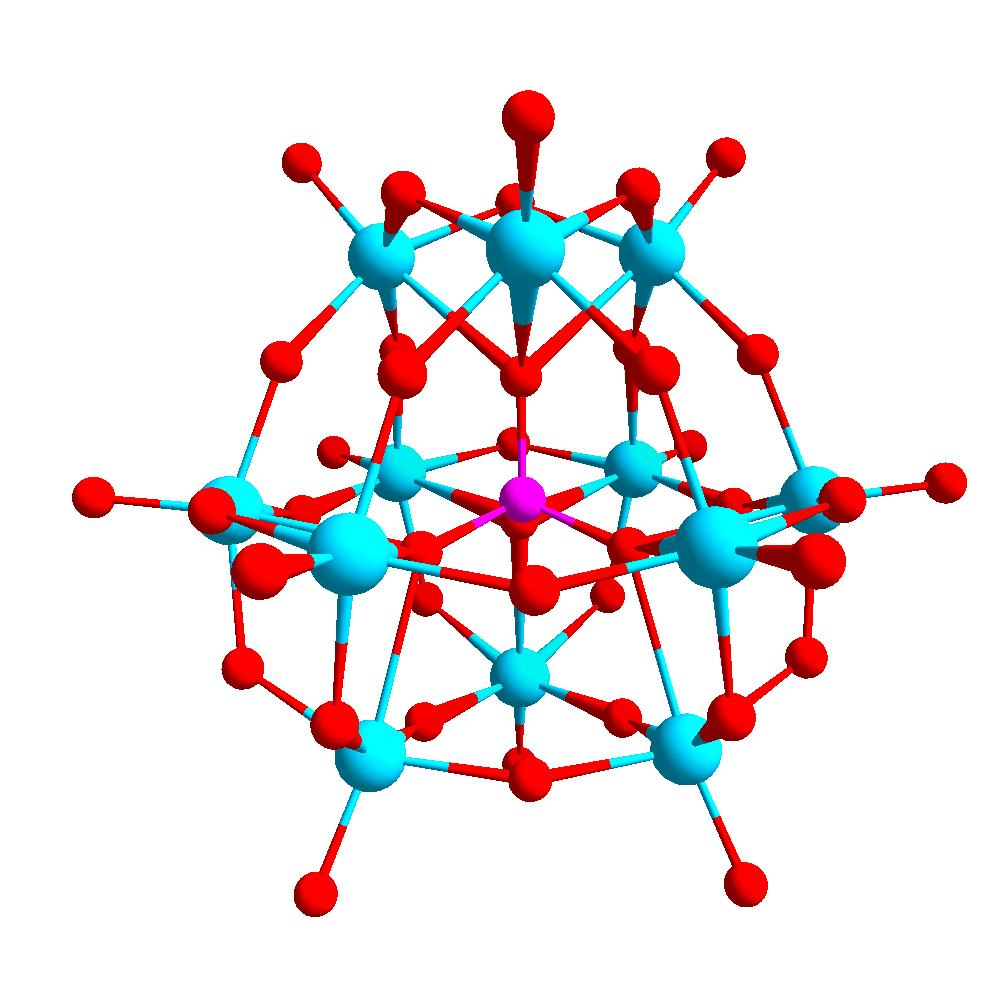
Fosfowolframanový anion, příklad polyoxometalátu

Polyoxometaláty (zkráceně POM) jsou ionty, obvykle anionty, které obsahují tři nebo více oxyanionty přechodných kovů propojené atomy kyslíku a uzavřené do trojrozměrných struktur. Atomy kovu obvykle patří některému z prvků 6. skupiny (Mo, W), méně často prvku 5. skupiny (V, Nb, Ta), ve vysokých oxidačních číslech. Tyto ionty jsou nejčastěji bezbarvé nebo oranžové a diamagnetické. Polyoxometaláty se dělí na dvě skupiny, izopolymetaláty, obsahující pouze jeden druh kovu a oxidu, a heteropolymetaláty, složené z kovu, oxidu a oxyaniontu prvku hlavní skupiny (například fosforečnanového nebo křemičitanového). Existuje řada výjimek z tohoto dělení.

## Příprava
Oxidy d0 kovů, například V2O5, MoO3 a WO3 se rozpouštějí v silně zásaditých roztocích za tvorby orthometalátů, VO 3−
4 , MoO 2−
4  a WO 2−
4 . U Nb2O5 a Ta2O5 nejsou vlastnosti roztoků při vysokých pH dobře známy, i tyto oxidy ovšem vytváří polyoxometaláty.
Snížení pH vede k protonaci orthometalátů, přičemž vznikají oxido-hydroxidy, jako jsou W(OH)O −
3  a V(OH)O 2−
3 . Tyto látky kondenzují v procesu zvaném olace. Nahrazením koncových vazeb M=O, které se ve skutečnosti chovají jako trojné vazby, je vyrovnáno navýšením koordinačního čísla. Skutečnost, že nebyly pozorovány polyoxochromanové klece bývá vysvětlována malými poloměry iontů Cr6+, které nemohou zaujmout oktaedrickou koordinační geometrii.
Kondenzací M(OH)O n−
3  vede k odštěpení vody a tvorbě systémů vazeb M–O–M. Rovnice tvorby hexamolybdenanů vypadá takto:
6 MoO42− + 10 HCl → [Mo6O19]2− + 10 Cl− + 5 H2O
Zkrácená posloupnost kondenzací u vanadičnanů vypadá takto:
4 VO 3−
4  + 8 H+ → V4O 4−
12  + 4 H2O
2,5 V4O 4−
12  + 6 H+ → V10O26(OH) 4−
2  + 2 H2O
Pokud se okyselení provede za přítomnosti fosforečnanu nebo křemičitanu, tak se vytvoří heteropolymetalát; Například anion PW12O 3−
40  se skládá ze sítě tvořené dvanácti oktaedrickými wolframanovými oxyanionty rozprostírajícími se kolem fosforečnanové skupiny.

## Historie
V roce 1826 byl objeven fosfomolybdenan amonný, který obsahuje anion PMo12O 3−
40 .
Roku 1934 byla pomocí rentgenové krystalografie určena struktura izostrukturního fosfowolframanového aniontu; tato struktura byla po svém objeviteli nazvána Kegginova struktura.
V 70. letech 20. století byly vyvinuty kvartérní amoniové soli POM. Tento objev umožnil systematický výzkum bez komplikací způsobovaných hydrolytickými a acidobazickými reakcemi. Zavedení 17O NMR spektroskopie usnadnilo zjišťování struktury POM  roztocích.
V roce 2016 byl objeven ramazzoit, první minerál obsahující polyoxometalátový kation.

## Struktura
Obvyklé stavební jednotky polyoxometalátů mají tvar mnohostěnů s šestikoordinovanými kovovými centry. Tyto bloky mají obvykle společné hrany a vrcholy. Koordinační čísla oxidových ligandů se liší v závislosti na jejich umístění ve struktuře. Povrchové atomy kyslíku jsou obvykle koncovými nebo dvojmůstkovými ligandy. Vnitřní kyslíkové atomy jsou většinou trojnásobně vázané nebo mají oktaedrickou geometrii. POM se někdy zobrazují jako rozpustné fragmenty oxidů kovů.
Polyoxometaláty lze dělit do skupin podle strukturních motivů. Iso-polyoxometaláty (isopolyanionty) mají oktaedrická kovová centra. Heteropolymetaláty vytvářejí odlišné struktury, protože centrum tvořené přechodným kovem je obvykle tetraedrické. U isopolyaniontů jsou časté Lindqvistovy a u heteropolyaniontů Kegginovy struktury.
| Hexamolybdenanový anion                | Dekavanadičnanový anion             | Dekavanadičnan sodný              | Dodekawolframanový anion         | Velký isopolymolybdenan                  |
| Lindqvistův hexamolybdenan, Mo6O 2− 19 | Dekavanadičnanový anion, V10O 6− 28 | Struktura dekavanadičnanu sodného | Parawolframaman B, H2W12O 10− 42 | Mo36-polymolybdenan, Mo36O112(H2O) 8− 16 |

### Polymolybdenany a polywolframany
Polymolybdenany a polywolframany jsou, přinejmenším formálně, odvozeny od příslušných dianiontů, [MoO4]2− a [WO4]2−. Příslušná kovová centra jsou obvykle oktaedrická, někdy je tento tvar mírně narušen. Jsou také známy polymolybdenany obsahující pentagonálně bipyramidové struktury. Tyto bloky jsou součástí například molybdenových modří.

### Polyoxotantaličnany, polyoxoniobičnany a polyoxovanadičnany
Polyoxotantaličnany, polyoxoniobičnany a polyoxovanadičnany jsou odvozeny od iontů s obecným vzorcem [MO4]3−. U Nb a Ta se nejčastěji vyskytují sloučeniny se vzorcem M6 8−
16  (M = Nb, Ta), které zaujímají Lindqvistovy struktury. Tyto oktaanionty vznikají v silně zásaditých prostředích ze zásad rozpuštěných v oxidech typu M2O5, nebo u Nb také ze směsi kyseliny niobičné a vodných roztoků hydroxidů alkalických kovů. Hexatantaláty lze rovněž připravit kondenzací peroxotantaličnanů, Ta(O2) 3−
4 , v zásaditém prostředí.
Tyto polyoxometaláty vykazují neobvyklé trendy co se rozpustnosti solí s alkalickými kovy týče, například jejich cesné a rubidné soli jsou lépe rozpustné než sodné a lithné soli. Opačný trend se vyskytuje u polyoxometalátů prvků 6. skupiny.
Dekametaláty se vzorcem Nb10O 6−
28  jsou iszostrukturní s dekvanadičnany. Vznikají sdílením hran {MO6} oktaedrů (struktura dekawolframanu, W10O 4−
32 , obsahuje hrany i vrcholy společné vždy pro více oktaedrických wolframanových center).

### Heteroatomy
Heteropolymetaláty obsahují jiné atomy než přechodné kovy. Funkci heteroatomu zde může mít řada různých prvků, nejběžnější jsou fosforečnany (PO 3-
4 ), křemičitany (SiO 4-
4 ) a arseničnany (AsO 3-
4 ).

### Rozsáhlé struktury

Dvě zobrazení shluku [Mo_{154}(NO)_{14}O_{n}]^{z−}, bez započítání vody a protiiontů. Zobrazen je také rentgenový difrakční obrazec.

K polyoxomolybdenanům patří také aniony molybdenových modří, mající tvary podobné kolům, a kulovité kepleráty. Shluk [Mo154(NO)14O420(OH)28(H2O)70]~20− obsahuje více než 700 atomů a velikostí odpovídá malé bílkovinné molekule. Anion má tvar pneumatiky (dutina má průměr přes 2 nm) a velmi velký vnitřní i vnější povrch.

### Oxoalkoxometaláty
Oxoalkoxometaláty jsou shluky obsahující oxidové i alkoxidové ligandy. Obvykle v nich nejsou přítomné koncové oxoligandy. Příkladem mohou být dodekatitaničitan Ti12O16(OPri)16 (kde OPri je alkoxyskupina), oxoalkoxometaláty železaa železnaté a měďnaté Kegginovy ionty.

### Sulfido-, imido- a jinakO-pozměněné oxometaláty
Koncová kyslíková centra polyoxometalátů lze někdy nahradit jinými ligandy, například S2−, Br− a NR2−.
POM se sirnými skupinami se nazývají polyoxothiometaláty. Oxidové ionty je také možné nahradit nitrosylovými a alkoxyskupinami.
Další skupinou polyoxometalátů jsou polyfluoroxometaláty.

### Ostatní
Je známo několik organicko-anorganických materiálů obsahujících POM jádra,
Rozdílné struktury POM lze ukázat na iontu CeMo12O 8−
42 , který se skládá z osmistěnů se společnými stěnami a atomy Mo ve vrcholech dvacetistěnu.

## Použití
POM mají využití jako složky katalyzátorů organických oxidací.

### Ostatní možná využití
Velké rozpětí struktury, velikost a složení polyoxometalátů vede k mnoha různým vlastnostem a využitím těchto látek, příklady jsou tyto:
- Při umělé fotosyntéze mohou polyoxometaláty založené na mědi fungovat jako katalyzátory fotochemického štěpení vody a tvorby solárních paliv.[25]
- Katalytická epoxidace alkenů pomocí upravených stříbrných polyoxometalátů (Ag/Ag-POM) a zlata na barnaté soli POM jako katalyzátorů je průmyslově velmi významným postupem, protože epoxidy jsou důležitými meziprodukty při výrobě řady chemických látek a léčiv.
- Výroba potenciálních protinádorových léčiv a antivirotik.[26] Polyoxamolybdenany a heptamolybdenany Andersonova typu potlačují růst některých nádorů. U (NH3Pr)6[Mo7O24] se tato aktivita přičítá redoxním vlastnostem sloučeniny.[27][28]

- Využití mohou mít také magnetické[29] a optické[30] vlastnosti některých POM, jiné zase mají potenciální využití v lékařství, například při léčbě nádorů,[31] bakteriálních[32] a virových onemocnění.
- Léčiva založená na POM s Wellsovou–Dawsonovou strukturou inhibují hromadění amyloidu β (Aβ).[33]